# Константинос Буковалас
Константинос Буковалас, известен като капитан Петрилос (на гръцки: Κωνσταντίνος Μπουκουβάλας, Καπετάν Πετρίλος), e гръцки офицер и революционер, капитан на гръцка андартска чета, действала в Ениджевардарско в началото на XX век.

## Биография
Буковалас е роден през 1877 година в село Гитио в областта Мани, Пелопонес. Произхожда от видната революционна фамилия Буковалас. Завършва Атинската военна академия в 1898 година. В края на 1904 година заедно с Йоанис Дафотис оглавява първата гръцка андартска чета в Централна Македония, имаща за цел да отслаби влиянието на Вътрешната македоно-одринска революционна организация под ръководството на Апостол войвода. Буковалас се установява в Ениджевардарското езеро и оформа гръцка база в Киркалово в югоизточния му край.
Заедно с местната чета на гъркоманския капитан Гоно Йотов Буковалас връща насилствено към Цариградската патриаршия няколко български села, които преди това са приели върховенството на Българската екзархия - Зорбатово (днес Микро Монастири), Кангалич (Врахия), Кърджалиево (Адендро) и Постол (Пела). В село Голишани (Левкадия) убива 19 българи.
По-късно през ноември 1905 година след големи загуби на хора и влошено здраве се мести в Чинар Фурнус (днес Платанос). Заместен е от младши лейтенант Ставрос Ригас (Кавондорос), а негов секретар е Георгиос Томбрас, който малко по-късно (февруари 1906 година) е заменен от Михаил Анагностакос.
По-късно участва в изготвянето на книгата на Георгиос Буковалас „Езикът на македонските българогласни“, която се опитва да докаже, че българите в Македония говорят гръцки с елементи на български.
Буковалас остава в Македония до Младотурската революция през май 1908 година.
Буковалас участва в Балканската война в 1912 - 1913 година. Неговата рота е първата, която овладява възвишението Агиос Николаос и разкрива пътя към завладяване на Янина. Буковалас се отличава в Междусъюзничесата война в 1913 година и е награден с ордени. Участва и в Гръцко-турската война в 1919 – 1922 година като дивизионен командир, но заболява и се връща в Атина. Умира в 1932 година без наследници.